# فرانسیس اسکات کی
 فرانسیس اسکات کی (انگلیسی: Francis Scott Key؛ ۱ اوت ۱۷۷۹ – ۱۱ ژانویهٔ ۱۸۴۳) شاعر و وکیل اهل ایالات متحده آمریکا بود. شهرت او به واسطه سرودن متن سرود ملی آمریکا، پرچم پرستاره، در سال ۱۸۱۲ است.